# Cerro Calvario
Cerro Calvario är ett berg i Bolivia.   Det ligger i departementet La Paz, i den västra delen av landet, 500 km nordväst om huvudstaden Sucre. Toppen på Cerro Calvario är 3 840 meter över havet.
Terrängen runt Cerro Calvario är platt åt nordväst, men åt sydost är den kuperad. Trakten är glest befolkad. Närmaste större samhälle är Yumani, 8,0 km sydost om Cerro Calvario. 
Trakten runt Cerro Calvario består i huvudsak av gräsmarker.